# Nikolai Robertowitsch Erdman

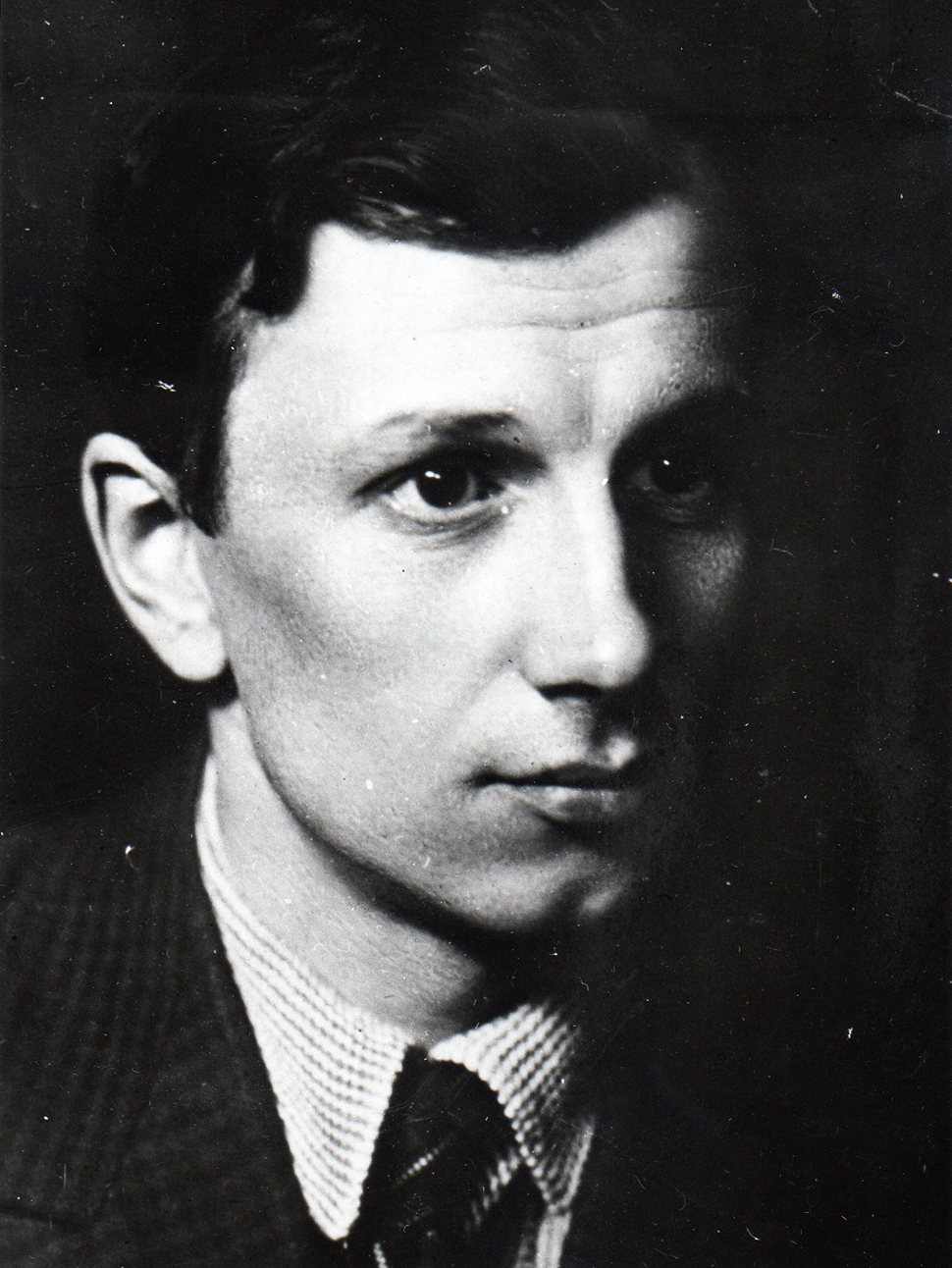
Nikolai Erdman

Nikolai Robertowitsch Erdman (russisch Николай Робертович Эрдман; * 3. Novemberjul. / 16. November 1900greg. in Moskau; † 10. August 1970 ebenda) war ein sowjetischer Dramatiker und Textautor baltendeutscher Abstammung.

## Leben
Nikolai Erdman war der Sohn von Robert Karlowitsch Erdman (1860–1950), der in den sowjetischen Filmen Randbezirk (1933) und Lustige Burschen (1934) zu sehen war. Der Bühnenbildner Boris Robertowitsch Erdman (1899–1960) war sein Bruder.
Um 1920 veröffentlichte Erdman erste Gedichte und begann Anfang der 1920er Jahre, für das Theater zu schreiben. Sein erstes Theaterstück Das Mandat hatte 1925 unter der Regie von Wsewolod Meyerhold seine erfolgreiche Premiere in Moskau. 1930 erfolgte ein Aufführungsverbot. Das Stück durfte erst nach Stalins Tod 1956 wieder in der Sowjetunion gezeigt werden.
In der frühen Stalinzeit 1928 entstand sein zweites Theaterstück, die satirische Komödie Der Selbstmörder. Der Theaterreformer Konstantin Sergejewitsch Stanislawski hatte sich für eine Aufführungsgenehmigung eingesetzt. Trotzdem wurde das Stück erst nach Erdmans Tod im Jahr 1982 in der UdSSR aufgeführt. Seine Uraufführung erlebte es 1969 am Stadttheater Göteborg in einer schwedischsprachigen Version. Die deutschsprachige Erstaufführung fand 1970 im Zürcher Schauspielhaus unter der Regie von Max Amann statt. In Deutschland war das Stück im März desselben Jahres in Krefeld zu sehen. Das Stück bildet ein literarhistorisches Bindeglied zwischen den satirischen Dramen von Gogol („Der Revisor“) und dem „Theater des Absurden“ nach dem Zweiten Weltkrieg.
Erdman wurde unter Stalin 1934 jahrzehntelang verbannt und vermutlich bis nach Stalins Tod interniert und in dieser Zeit einem Unterhaltungsensemble zugeteilt, für das er einige Operetten- und Revuelibretti geschrieben hat. Erdman wurde zwar im Zuge der Entstalinisierung rehabilitiert, konnte sich jedoch zu Lebzeiten nicht mehr als Autor durchsetzen. Bis zu seinem Tod lebte er zurückgezogen in Moskau; er galt lange Zeit als verschollen.

## Werke
- 1925: Das Mandat
- 1928: Der Selbstmörder